# Стивенс, Роберт
Роберт Тен Брук Стивенс (англ. Robert Ten Broeck Stevens; 31 июля 1899 года, Фэнвуд, штат Нью-Джерси, США — 31 января 1983 года, Эдисон, штат Нью-Джерси, США) — американский бизнесмен, полковник. Лауреат награды Сильвануса Тайера (1977).

## Биография
Участник Первой мировой войны.
Окончил Йельский университет (1921) со степенью бакалавра искусств.
С 1921 г. работал на текстильной фирме J. P. Stevens and Company.
В 1929—1942 гг. — президент J. P. Stevens and Company.
- 1933 г. работал в Национальном управлении экономического восстановления (National Recovery Administration).
- 1934—1955 гг. — директор класса «B» Федерального резервного банка Нью-Йорка, где в 1948—1953 годах директор класса «С» и председатель.
- 1942—1945 гг. — на службе в ВС США.
- 1945—1953 гг. — председатель совета директоров J. P. Stevens and Company.
- 1953—1955 гг. — министр армии США.
- 1955—1959 гг. — президент текстильной компании J. P. Stevens and Company.
- 1969—1974 гг. — председатель исполнительного комитета J. P. Stevens and Company.

На должности министра армии США по целому ряду вопросов вступил в конфликт с сенатором Джозефом Маккарти, которые в конечном счете привели к слушаниям Армия-Маккарти в 1954 г. Осенью 1953 Маккарти начал расследование деятельности научно-исследовательских учреждений армии США войск связи в Форт Монмут. Сенатор, не имея каких-либо доказательств, провел агрессивный допрос и унизительный военнослужащих, якобы стремясь изобличить «опасного шпиона». Затем он решил исследовать случай военного дантиста Ирвинга Пересса, который предпочел не отвечать на его вопросы в анкете на лояльность.
Стивенс был подвергнут критике СМИ за отсутствие с его стороны поддержки своих подчиненных. В конечном итоге, стремясь добиться для своего друга Джерарда Шайна офицерского звания, главный союзник Маккарти Рой Койн получил отказ. Тогда разъяренный Кон направил все усилия на «уничтожение армии». Слова эти стали известны. Разразился скандал. Кону и сенатору Мак-Карти было предъявлено формальное обвинение в использовании служебного положения в личных целях. В ответ началось расследование Армия-Маккарти. В ходе слушаний Стивенс лично в течение нескольких дней подвергался допросам Маккарти. Именно публичные слушания против армии США, которые транслировались в прямом телевизионном эфире, и во время которых общественности стали очевидны недостойные методы, которые использовал сенатор, считаются поворотной точкой в падении Маккарти.